# Copo de nieve de Mosely
El copo de nieve de Mosely (nombrado así en honor de Jeannine Mosely) es un tipo de fractal de Sierpinski–Menger obtenido en dos variantes, ya sea por la operación opuesta a la creación del copo de nieve de Sierpinski-Menger o del polvo de Cantor, es decir, no dejando, sino eliminando recursivamente ocho cubos de esquina escalados 1/3 y el central de cada cubo (versión ligera) o eliminando solo los cubos de esquina (versión pesada).
En una dimensión, esta operación (es decir, la eliminación recursiva de dos segmentos de línea laterales) es trivial y converge solo en un solo punto.
Su forma recuerda a la de un copo de nieve. Por su construcción, la dimensión de Hausdorff del copo de nieve ligero es:
{\displaystyle d_{H}=\log _{3}(27-9)=\ln 18/\ln 3\approx 2.630929}
y la del pesado es:
{\displaystyle d_{H}=\log _{3}(27-8)=\ln 19/\ln 3\approx 2.680143}.